# Мизар (албум)
Мизар је први албум македонског састава Мизар објављен 1988. године.